# Nacionalisme rus

Bandera utilitzada pels nacionalistes russos.

El terme nacionalisme rus fa referència a les diverses formes de nacionalisme que s'han donat o es donen a Rússia. Aquest nacionalisme té les seves arrels en el segle xviii i la seva evolució s'entrellaça amb l'imperialisme rus. El règim soviètic explotà determinats aspectes del nacionalisme rus i després de l'arribada al poder de Vladímir Putin ha esclatat. Estigué molt relacionat amb el paneslavisme. Hi ha una sèrie de persones i organitzacions en la Rússia actual, que es poden considerar nacionalistes moderats o radicals.

## Imperi Rus
El nacionalisme rus va sorgir en la segona meitat del segle xviii, a causa de l'interès dels cercles cultivats de l'alta societat, pels corrents de la filosofia occidental i el pensament polític. Inicialment, la nació era entesa per l'elit cultural i intel·lectual (majoritàriament de la noblesa) com a part de l'ordre existent.
El nacionalisme s'interpretava en l'esperit del primordialisme que va estimular l'interès en els orígens de Rússia i la seva cultura.
Durant el regnat de Pere I els èxits de Rússia van copsar l'admiració del món, i el tsar també veia amb bons ulls els europeus, és a dir, d'igual a igual. Com va escriure Nikolai Karamzín el 1791
| « | Кто в мире и любви умеет жить с собою, Тот радость и любовь во всех странах найдет. | » |

No obstant això, a la fi del segle xviii, es produïren diversos desacords al voltant de la relació amb Occident. Les mancances en igualtat, llibertat i respecte per l'individu a Rússia, en comparació amb els països occidentals, van despertar la vergonya dels patriotes russos.. Aquest cop a l'orgull nacional va donar lloc a l'aparició de dos grups oposats: els pro-occidentals (d'Aleksandr Radísxev), que creien que Rússia havia de seguir l'exemple dels liberals i de les forces progressistes, i els eslavòfils, que creien que Rússia havia de governar d'una manera especial per causa de la seva posició geogràfica i el seu passat ortodox i autoritari.
La insurrecció de 1825, que exigia l'eliminació de l'autocràcia, va sorprendre l'alta societat i la majoria va observar en els valors occidentals una amenaça directa als interessos russos.
Això va conduir a una major polarització entre els pro occidentals i els eslavòfils. L'alçament de 1830 a Polònia i les revolucions a Europa van confirmar els temors de l'impacte destructiu, per a les elits de poder russes, dels nous corrents occidentals. En 1833, el comte Uvàrov va tractar d'unir el nacionalisme rus amb la idea de preservar l'Imperi Rus i la tradició oficial, va plantejar la tesi que els "orígens de la nació russa són el cristianisme ortodox, l'autocràcia i la nacionalitat".
Cal assenyalar que els eslavòfils van fer la major part de les seves contribucions al desenvolupament de la consciència nacional de Rússia al segle xix. No obstant això, segons alguns investigadors, el resultat de la comparació dolorosa entre Rússia i Occident era el ressentiment (l'estat psicològic de l'enveja impotent) Alguns van dir que l'endarreriment de Rússia és merament il·lusori i que les diferències externes en els costums i la cultura només oculten una mateixa realitat, inclosa la manca d'una veritable llibertat i igualtat. Altres van insistir que Occident es trobava en un camí fonamentalment erroni i que Rússia salvaria Occident de l'oposició del liberalisme. Des del seu punt de vista, la nació russa era sobretot el contrari a Occident.
Els eslavòfils atribuïen al rus un caràcter tolerant, assedegat de veritat, espontaneïtat, sinceritat, calidesa, adimensionalitat, catolicitat (la tendència a prendre decisions de forma col·lectiva). Això s'oposa a la naturalesa generalitzada d'Occident, que presumptament s'adhereix a la cobdícia, la deshonestedat, l'egoisme i la prudència freda. Molts també van atribuir als russos característiques negatives: mandra, embriaguesa, oblomovisme, devoció al seu amo, falta de respecte a si mateix i als altres. L'"ànima russa" ha estat vinculat amb la sang i la terra russa, de manera que se suposa que es recolza en la seva forma pura en els agricultors. L'elit intel·lectual va veure la seva missió per tal de reproduir els estereotips de comunicació i disseny basats en aquestes idees i imposar-los a les masses. No obstant això, la ideologia del nacionalisme rus es va mantenir elit fins al sorgiment de moviments socials de masses al segle xx.
Des que Rússia va ser un imperi, es va donar un nacionalisme hostil cap a les minories i desconfiante del nacionalisme ètnic de la majoria russa a causa de l'espontaneïtat del poble rus. No obstant això, va utilitzar el nacionalisme de les minories per als seus interessos en la política exterior: va donar suport al paneslavisme a l'Imperi Austrohongarès i a l'Imperi Otomà. A principis del segle xx, quan en Rússia va començar el declivi de l'absolutisme, el govern va començar a recórrer als Cent Negres ia provocar tensions ètniques a l'Imperi.
Atès que Rússia era un imperi, el govern era hostil a les minories i el nacionalisme basat en el nacionalisme ètnic temia la majoria russa per la seva espontaneïtat. Rússia també va tractar d'usar el nacionalisme de les minories en altres països per als seus propis interessos de política exterior. Per tant, dona suport al paneslavisme a Àustria-Hongria i l'Imperi Otomà, tot i la resposta prudent, o l'hostilitat.
A principis del segle xx va sorgir una nova organització política l'Assemblea de Rússia. Posteriorment, durant la revolució del 1905 i la formació de la Duma Estatal, es formaren un cert nombre d'organitzacions polítiques nacionalistes russes: la Unió del poble rus, Unió del Poble de Rússia de Miquel Arcàngel, la Unió Nacional de Rússia, i la Unió Patriòtica de la Pàtria.

## Període soviètic
Des que van arribar al poder el 1917, els bolxevics van reprimir el nacionalisme rus, tot declarant oficialment que el nacionalisme era una de les ideologies hostils, ja que s'oposava a la idea de l'internacionalisme. Per bé que es va suprimir el nacionalisme, algunes polítiques tenien caràcter nacionalista. Així, el programa de russificació que va començar al segle xx sota el govern de Nicolau II, fou continuat per les autoritats soviètiques. Durant la Segona Guerra Mundial, amb l'objectiu d'unir el poble contra els invasors, Stalin va fer una crida al sentiment nacional i al patriotisme. Més tard, va proclamar Rússia com a "governadora del món". Això es va combinar amb el sistema d'alimentació de les fòbies en relació amb els "traïdors al poble" i la neteja ètnica.

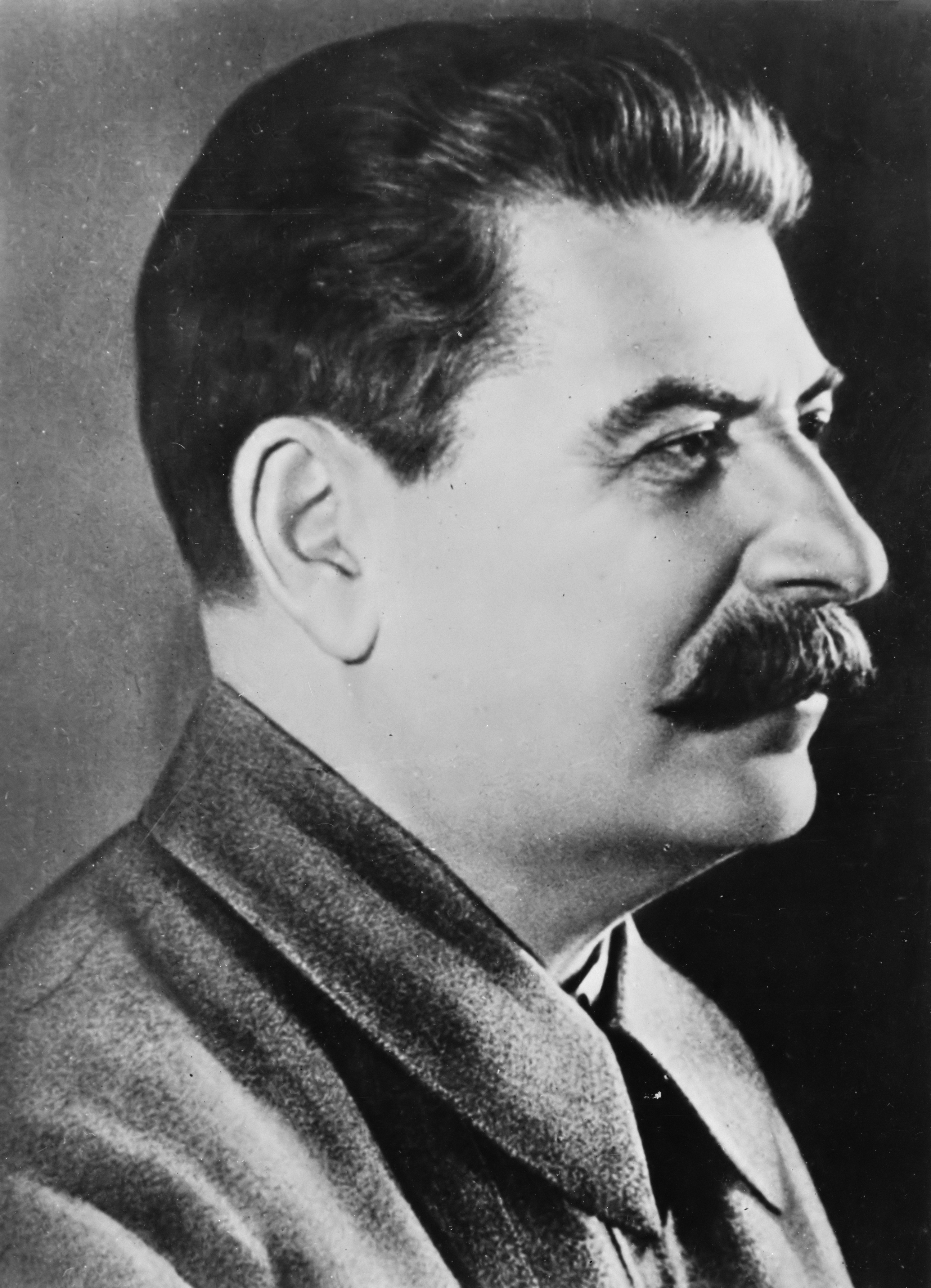
Stalin, un dels principals inspiradors del nacionalisme rus contemporani.

Alguns creuen que, a causa de la manca de nacionalisme a l'URSS, el feixisme no va tenir èxit. Altres argumenten que el règim estalinista va incloure elements d'un nacionalisme extrem: el xovinisme i el racisme. No obstant això, l'URSS mai no va tenir com a objectiu la construcció d'una nació. A l'URSS, sota el concepte "política nacional" s'entenia la solució als problemes dels pobles no-russos.
La reestructuració va donar lloc a grans reformes democràtiques. Segons F. Fukuyama, la manca d'unitat nacional a la Unió Soviètica va ser una de les raons per les quals no podia existir una democràcia estable.

## Període contemporani
Després del col·lapse soviètic, la desintegració i la desil·lusió per les reformes econòmiques, el nacionalisme extremista ha tingut un gran apogeu. És de dos tipus:
- Nacionalisme ètnic: hi ha una conspiració dels pobles no-russos contra Rússia.
- "Nacionalisme popular": idealitza Stalin i les victòries militars de l'URSS. Es pot trobar un exemple d'aquest corrent en el nacional-bolxevisme.

També han ressorgit els sentiments en contra d'Europa Occidental.
A principis del segle xxi, el nacionalisme va tornar a guanyar popularitat entre la població i han repuntat les tensions ètniques a causa de la migració laboral. En 2006, els conflictes ètnics a Kondopoga van tenir un gran ressò en la societat.
Alguns nacionalistes sostenen que la transició de Rússia encara no ha acabat. Mentre que els tradicionalistes defensen reforçar els suports verticals de l'Estat, els modernistes demanen la seva nacionalització i l'augment dels vincles socials horitzontals.
En 2005, els analistes del VTsIOM conclouen que el resultat de la construcció d'una nació-estat a Rússia és negatiu, a causa de la subordinació de la política als interessos corporatius. Això ha provocat un creixement de la identitat ètnica a Rússia, que actua com a ideologia d'Estat.